# Смулянский, Александр Ефимович
Александр Ефимович Смулянский (род. 22 апреля 1981) — российский философ и психоаналитик.

## Биография
Окончил Санкт-Петербургский Государственный университет по специальности «философия» (2006). Защитил диссертацию по философии «Публичная речь как источник историчности» (2010).
Совместно с Александром Скиданом, Павлом Арсеньевым и Кэти Чухров участвовал в редактуре альманаха «Транслит».
Автор ряда работ по современной философии и психоанализу, а также монографий, развивающих положения теории и клиники психоаналитика Жака Лакана. Является организатором и постоянным ведущим семинара под сводным названием «Лакан-ликбез», внесшего заметный вклад в распространение лакановских идей и развитие направления структурного психоанализа в русскоязычном пространстве. Начиная с 2010 года, каждый сезон семинара представляет собой подробное исследование понятий психоаналитического аппарата и возможностей его применения в клинике и гуманитарной мысли.
Что движет психоаналитиком? Как структурировано его желание? На эти и другие непростые вопросы, заставляющие задуматься на самыми основаниями психоаналитической теории и практики, Александр Смулянский дает энергичные, развернутые, неортодоксальные ответы, которые позволяют осознать и трезво оценить достижения и проблемы современного психоанализа.
Елена Петровская, ИФ РАН
Смулянский также рассматривается как русскоязычный автор, исследующий и продолжающий традицию структуралистской философии второй половины XX века:
Смулянский возвращается к важным континентальным мыслителям второй половины XX века — начала XXI века, Фуко, Лакану, Деррида и Жижеку, чьи идеи, как демонстрирует автор, так и не были в полной мере поняты читателями. Всех четырёх авторов Смулянский рассматривает как представителей структурализма и доказывает, что их идеи сохраняют актуальность в современном контексте.
Валентин Голев, философ, Берлин

## Признание
В 2015 году сборник «К понятию акта высказывания: три лекции Лакан-ликбеза» вошёл в шорт-лист премии Андрея Белого в категории «Гуманитарные исследования».
Монография «Исчезающая теория» (2021) вошла в короткий список премии Санкт-Петербургского философского общества «Вторая навигация»

## В СМИ
Принимал участие в программе «Ночь на Пятом» 22.11.2010.

## «Лакан-ликбез» в массовой культуре
В силу популярности семинара, а также благодаря необычной манере речи лектора — экспрессивной, быстрой и одновременно сложно устроенной риторически и грамматически — аудиозаписи семинара несколько раз использовались в качестве звуковых эффектов в произведениях популярной и альтернативной музыки. В 2020 году в альбом «Квартирник #0лайков» рэпера Гнойного вошел трэк, носящий название «Лаканликбез» и основанный на речевых семплах из лекций семинара.